# The Springfields
The Springfields was een Brits vocaal pop/folk-trio dat in het begin van de jaren 1960 succes had in het Verenigd Koninkrijk, de Verenigde Staten en Ierland. De groep bestond uit zangeres Dusty Springfield en haar broer, platenproducent Tom Springfield, samen met Tim Feild, die werd vervangen door Mike Hurst.

## Bezetting
- Dusty Springfield, geboren als Mary Catherine Isabel Bernadette O'Brien (16 april 1939 - 2 maart 1999) – (zang, gitaar)
- Tom Springfield, geboren als Dion O'Brien (1934-2022) – (zang, gitaar, songwriting)
- Tim Feild, geboren als Richard Timothy Feild (13 april 1936) – (zang, gitaar) – tot 1962
- Mike Hurst, geboren als Michael John Longhurst Pickworth (19 september 1941) – (zang, gitaar) – vanaf 1962 voor Field

## Carrière
Aan het begin van de jaren 1960 formeerden Tom en Dusty Springfield samen met Tim Field in Londen The Springfields. Het repertoire bestond uit folksongs, die grotendeels werden geschreven door Tom Springfield.
Hun eerste commerciële succes hadden ze in september 1961 met het nummer Breakaway, dat in de Britse hitlijst een 31e plaats bereikte. Twee maanden later stond Bambino op de 16e plaats in de Engelse hitparade. Derhalve werd de groep in 1962 tot de beste vocalgroep gekozen door de lezers van het muziektijdschrift Melody Maker.
In augustus 1962 lukte de groep met hun versie van het lied Silver Threads and Golden Needles van Wanda Jackson de sprong in de Amerikaanse hitparade (20e plaats). Het gelijknamige album en de daaruit volgende single Dear Hearts and Gentle People plaatsten zich ook in de album- resp. singlehitlijst, maar slechts in de onderste regionen. Daarna concentreerde het succes van de groep zich weer op het Verenigd Koninkrijk, waar de single Island of Dreams hun grootste hit werd in december 1962 met een 5e plaats en zich 26 weken wist te handhaven.
De groep publiceerde in het Verenigd Koninkrijk de twee studioalbums Kinda Folksy en Folk Songs From the Hills. In de Verenigde Staten verscheen in 1962 de alternatieve albumversie Silver Threads and Golden Needles.
Na het uitstapje in de Verenigde Staten verliet Field in 1962 de groep en werd vervangen door Mike Hurst. Met het nummer Say I Won't Be There (5e plaats) lukte nog eenmaal de entree in de Britse Top 10. Voor Come On Home lag slechts een 31e plaats in het verschiet. Na een laatste optreden in oktober 1963 bij Sunday Night at the London Palladium werd het trio ontbonden. Dusty Springfield begon aan een nieuwe, succesvolle solocarrière, haar broer werkte als songwriter voor onder andere The Seekers en Hurst maakte zich een naam als producent voor Cat Stevens en andere artiesten.

## Discografie

### Singles
- 1961:	Breakaway
- 1961:	Bambino
- 1961: Dear John
- 1961: Swahili Papa
- 1962: Goodnight Irene
- 1962:	Silver Threads and Golden Needles
- 1962:	Dear Hearts and Gentle People
- 1962:	Island of Dreams
- 1963:	Say I Won't Be There
- 1963:	Come On Home
- 1963: Little by Little
- 1963: Waf-Woof
- 1964: If I Was Down and Out

### Ep's
- 1962: Kinda Folksy Number One
- 1962: Kinda Folksy Number Two
- 1962: Kinda Folksy Number Three
- 1962: Christmas with the Springfields
- 1963: Hit Sounds
- 1963: Ha llegado navidad
- 1963: Ya están aquí

### Albums
- 1961: Kinda Folksy
- 1962:	Silver Threads & Golden Needles
- 1962: Selftitled
- 1962: The Springfields Sing Again
- 1963: Folk Songs from the Hills

### Compilaties
- 1965: The Springfields Story (2 lp's)
- 1974: Island of Dreams
- 1997: Over the Hills and Far Away
- 1998: The Very Best of the Springfields
- 2007: On an Island of Dreams